# Pseudoathyreus zianii
Pseudoathyreus zianii — вид жуків родини Bolboceratidae. Описаний у 2020 році.

## Назва
Вид названо на честь італійського колеоптеролога Стефано Зіані, фахівця зі Scarabaeidae, в колекції якого знаходився типовий зразок.

## Поширення
Вид поширений вздовж узбережжя Перської затоки. Трапляється в Омані, ОАЕ, Саудівській Аравії, Кувейті, на півдні Ірану та Пакистану.